# Țibău, Suceava
Țibău (germană Zibau, maghiară Pappfalva) este un sat în comuna Cârlibaba din județul Suceava, Bucovina, România.